# Navalpattu
Navalpattu è una suddivisione dell'India, classificata come census town, di 16.020 abitanti, situata nel distretto di Tiruchirappalli, nello stato federato del Tamil Nadu. In base al numero di abitanti la città rientra nella classe IV (da 10.000 a 19.999 persone).

## Geografia fisica
La città è situata a 10° 44' 33 N e 78° 46' 00 E.

## Società

### Evoluzione demografica
Al censimento del 2001 la popolazione di Navalpattu assommava a 16.020 persone, delle quali 7.907 maschi e 8.113 femmine. I bambini di età inferiore o uguale ai sei anni assommavano a 1.451, dei quali 758 maschi e 693 femmine. Infine, coloro che erano in grado di saper almeno leggere e scrivere erano 12.271, dei quali 6.513 maschi e 5.758 femmine.